# Moema (Brazilië)
Moema is een gemeente in de Braziliaanse deelstaat Minas Gerais. De gemeente telt 7.041 inwoners (schatting 2009).